# همدل‌لی (جیحان)
همدل‌لی (به ترکی استانبولی: Hamdilli) (به کردی: Hemdîller) یک منطقهٔ مسکونی در ترکیه است که در جیحان واقع شده‌است.